# FC Tamworth
Der FC Tamworth (offiziell: Tamworth Football Club) – auch bekannt als The Lambs – ist ein Fußballverein aus dem englischen Tamworth, Staffordshire, welcher in der Saison 2024/25 in der National League, der fünfthöchsten Spielklasse in England, spielen wird. Die Spielstätte des Vereins ist der 4.065 Plätze fassende The Lamb Ground.

## Vereinsgeschichte
Der im Jahr 1933 gegründete Verein begann die ersten Jahre in der Birmingham Combination. Die Mannschaft konnte dabei in den Anfangsjahren keine nennenswerte Erfolge aufweisen und wurde im Jahr 1954 in die Birmingham & District League Northern Division aufgenommen. Ein Jahr später gelang der Mannschaft der Gewinn der Meisterschaft in der Division Two der Birmingham & District League und stieg daraufhin in die Division One auf. Der Verein blieb auch nach dem Namensänderung der Liga, die im Jahr 1962 unter dem Namen West Midlands (Regional) League weitergeführt wurde, der Meisterschaft erhalten und konnte in der Folgezeit die ersten Erfolge einfahren. 1964, 1966 und 1972 gelang der Mannschaft der Gewinn der West Midlands (Regional) League. Nach dem dritten Titelgewinn im Jahr 1972 wurde der Verein in die Southern Football League aufgenommen.
Die Mannschaft spielte die folgenden sieben Jahre durchgehend in der Division One North der Southern Football League und wechselte 1979 in die Northern Premier League. Es folgten vier enttäuschende Spielzeiten, in denen die Mannschaft jeweils auf den letzten Rängen der Liga landete, und 1983 kehrte das Team in die Southern League zurück. Der Verein vollzog ein Jahr später erneut einen Ligawechsel und trat für vier Jahre in der West Midlands (Regional) League an. In der Saison 1987/88 errang der FC Tamworth zum vierten Mal in der Vereinsgeschichte die Meisterschaft der West Midlands League und kehrte danach erneut in die Southern League zurück. Die Spielzeit 1988/89 wurde auf dem dritten Rang abgeschlossen und der Aufstieg in die nächsthöhere Klasse nur knapp verfehlt.
Im selben Jahr konnte mit dem Gewinn der FA Vase ein Erfolg gefeiert werden. Im Finalspiel konnte Sudbury Town besiegt werden. Der FC Tamworth war auch die folgenden zehn Jahre in der Southern League aktiv und schaffte mit dem Gewinn der Meisterschaft in der Saison 2002/03 den Aufstieg in die Football Conference. Die Mannschaft erreichte auch das Endspiel um die FA Trophy, unterlag jedoch gegen den FC Burscough. Nachdem Tamworth in der Saison 2006/07 mit 48 Punkten aus 46 Partien den Klassenerhalt in der Conference National verfehlt hatte, gelang nach der Spielzeit 2008/09 mit dem Gewinn der Conference North die Rückkehr in die fünfthöchste Spielklasse.

## Ligazugehörigkeit
- 1954–1962: Birmingham Combination
- 1962–1972: West Midlands (Regional) League
- 1972–1979: Southern League
- 1979–1983: Northern Premier League
- 1983–1984: Southern League
- 1984–1988: West Midlands (Regional) League
- 1988–2003: Southern League
- 2003–2007: Conference National
- 2007–2009: Conference North
- 2009–2014: Conference National
- 2014–2018: National League North
- 2018–2023: Southern League
- 2023–2024: National League North
- seit 2024: National League

## Erfolge
- Meister der Conference North: 2008/09
- Meister der West Midlands (Regional) League: 1963/64, 1965/66, 1971/72, 1987/88
- Meister der Southern Football League Division One Midlands: 1996/97
- Meister der Southern Football League Premier Division: 2002/03
- Pokalsieger der FA Vase: 1988/89
- Pokalfinalist der FA Trophy: 2002/03
- Pokalsieger des West Midlands League Cups: 1964/65, 1965/66, 1971/72, 1985/86, 1987/88
- Pokalsieger des Birmingham Senior Cups: 1960/61, 1965/66, 1968/69
- Pokalsieger des Staffordshire Senior Cups: 1958/59, 1963/64, 1965/66, 2001/02

## Bekannte Spieler
- Paul Devlin
- Clint Marcelle
- Alan Neilson
- David Oldfield
- Norman Sylla
- Wayne Henderson